# Flávio Amado
Flávio Amado da Silva, meglio noto come Flávio (Luanda, 30 dicembre 1979), è un ex calciatore angolano, di ruolo attaccante.

## Carriera
Alto 173 cm, è cresciuto calcisticamente, come molti suoi connazionali, nel Petro Atlético di Luanda, con il quale ha disputato sette stagioni dal 1999 al 2005. Nel 2005 è stato acquistato dal club egiziano dell'Al-Ahly, squadra campione d'Africa nel 2005, nel 2006 e nel 2008. Con la maglia dell'Al-Ahly è stato due volte capocannoniere del campionato egiziano, nel 2006-07 (17 gol) e nel 2008-09 (12 gol).
È stato convocato dal CT angolano Luís de Oliveira Gonçalves per disputare il campionato del mondo 2006 in Germania, manifestazione in cui ha segnato il primo e per ora unico gol dell'Angola ai Mondiali, nella gara contro l'Iran conclusasi 1-1. Successivamente giocherà per i sauditi dell'Al-Shabab e per i qatarioti dell'Al Kharitiyath. Nel 2011 passa alla squadra belga del Lierse, nella Pro League, dalla quale si libera al termine della stagione. Da gennaio 2013 ha giocato nuovamente al Petro Atlético, dove ha chiuso la carriera.

## Statistiche

### Presenze e reti nei club
Statistiche aggiornate al 30 giugno 2012.
| Stagione        | Squadra         | Campionato      | Campionato | Campionato | Coppe nazionali | Coppe nazionali | Coppe nazionali | Coppe continentali | Coppe continentali | Coppe continentali | Altre coppe | Altre coppe | Altre coppe | Totale | Totale |
| Stagione        | Squadra         | Comp            | Pres       | Reti       | Comp            | Pres            | Reti            | Comp               | Pres               | Reti               | Comp        | Pres        | Reti        | Pres   | Reti   |
| --------------- | --------------- | --------------- | ---------- | ---------- | --------------- | --------------- | --------------- | ------------------ | ------------------ | ------------------ | ----------- | ----------- | ----------- | ------ | ------ |
| 2005-2006       | Al-Ahly         | PL              | 20         | 1          | CE              | 1               | 0               | CCL+CCL            | 5+12               | 0+3                | SE+SA+Cmc   | 1+1+1       | 0           | 41     | 4      |
| 2006-2007       | Al-Ahly         | PL              | 25         | 17         | CE              | 4               | 2               | CCL                | 13                 | 5                  | SE+SA+Cmc   | 0+1+3       | 0+0+2       | 46     | 26     |
| 2007-2008       | Al-Ahly         | PL              | 23         | 5          | CE              | 0               | 0               | CCL                | 11                 | 5                  | SE          | 1           | 0           | 35     | 10     |
| 2008-2009       | Al-Ahly         | PL              | 28+1       | 11+1       | CE              | 2               | 0               | CCL+CC             | 4+2                | 3+0                | SE+SA+Cmc   | 1+1+2       | 0+2+1       | 41     | 18     |
| Totale Al-Ahly  | Totale Al-Ahly  | Totale Al-Ahly  | 96+1       | 34+1       |                 | 7               | 2               |                    | 47                 | 16                 |             | 12          | 5           | 163    | 58     |
| 2009-2010       | Al-Shabab       | SPL             | 16         | 8          | CPC             | 0               | 0               | ACL                | 7                  | 5                  | KCC         | 2           | 2           | 25     | 15     |
| 2010-2011       | Al-Kharitiyath  | QSL             | 23         | 13         | EQC             | 0               | 0               | -                  | -                  | -                  | -           | -           | -           | 23     | 13     |
| 2011-2012       | Lierse          | PL              | 5          | 1          | CB              | 2               | 0               | -                  | -                  | -                  | -           | -           | -           | 7      | 1      |
| Totale carriera | Totale carriera | Totale carriera | 143        | 57         |                 | 9               | 2               |                    | 54                 | 21                 |             | 14          | 7           | 218    | 87     |

## Palmarès

### Club

#### Competizioni nazionali
- Girabola: 2

Petro Atlético: 2000, 2001
- Campionato egiziano: 4

Al-Ahly: 2005-2006, 2006-2007, 2007-2008, 2008-2009
- Coppa d'Angola: 2

Petro Atlético: 2000, 2002
- Coppa d'Egitto: 2

Al-Ahly: 2005-2006, 2006-2007
- Coppa Principe Faisal Bin Fahad: 1

Al-Shabab: 2009-2010
- Supercoppa d'Angola: 1

Petro Atlético: 2002
- Supercoppa d'Egitto: 4

Al-Ahly: 2005, 2006, 2007, 2008

#### Competizioni internazionali
- CAF Champions League: 3

Al-Ahly: 2005, 2006, 2008
- Supercoppa CAF: 2

Al-Ahly: 2006, 2007

### Individuale
- Capocannoniere del campionato egiziano: 2

2006-2007 (17 gol), 2008-2009 (12 gol)